# Jordi VIII de Geòrgia
Jordi VII fou rei de Geòrgia del 1446 al 1466 si bé del 1446 al 1453 el rei de iure fou son germà Demetri III i ell només era associat, però tenia el poder efectiu. Va néixer el 1417 i era el tercer fill d'Alexandre I el gran amb Thamar, filla d'Alexandre I d'Imerècia. El 1442 va succeir al seu pare com a rei de Kakhètia i el desembre de 1446 va passar a governar amb el seu germà gran al Kartli.
El 1461 l'atabek de Samtskhé, Kvarkare Djakéli es revolta i venç al rei. El 1463 el que es revoltà fou l'eristhavi de Imerècia Bagrat; el rei marxa contra ell però un altre cop és derrotat. El 1465 Kvarkare II Djakéli torna a derrotar el rei al llac Pharavani i el fa presoner. L'eristhavi de Imerècia, Bagrat, fill de Jordi que era germà d'Alexandre I el gran, aprofita per presentar-se a Kartli i fer-se reconèixer rei (1465). Jordi fou alliberat el 1466, però els senyors de Kartli no el van reconèixer i fou obligat a retirar-se a Kakhétia on es va proclamar rei (1466) i va governar fins al 1476 com a Jordi I de Kakhétia.